# 10e régiment de chasseurs à cheval (France)
Le 10e régiment de chasseurs à cheval est un régiment de cavalerie française créé en 1758 et dissous en 1984.

## Création et différentes dénominations
- 1758 : Volontaires de Clermont-Prince
- 1763 : Légion de Clermont-Prince
- 1766 : Légion de Condé
- 1779 : 4e régiment de chasseurs
- 1784 : Chasseurs des Cévennes
- 1788 : Chasseurs de Bretagne
- 1791 : 10e régiment de chasseurs à cheval
- 1815 : Dissous
- 1815 : Chasseurs du Gard
- 1825 : 10e régiment de chasseurs à cheval
- 1831 : Dissous (5e chasseurs)
- 1831 : 10e régiment de chasseurs à cheval
- 1919 : Dissous
- 1979 : 10e régiment de chasseurs (régiment dérivé du 12e Chasseurs)
- 1984 : Dissous

## Chefs de corps
- 1791 : colonel Achille François du Chastellet (*) ;
- 1791 : colonel de Launay de Vallerie
- 1792 : colonel Dupont de Chaumont
- 1792 : colonel François Henri d'Elbée de La Sablonnière (*) ;
- 1793 : colonel Champeaux
- 1793 : colonel Le Normand
- 1794 : colonel Zeller
- 1794 : colonel Pierre Jean Baptiste Leclerc d'Ostein (*) ;
- 1796 : colonel François Guérin d'Etoquigny (**) ;
- 1797 : chef de brigade Michel Ordener (**) ;
- 1800 : colonel Auguste François-Marie de Colbert-Chabanais (*) ;
- 1806 : colonel Jacques-Gervais Subervie (**) ;
- 1811 : colonel Benjamin Auguste Léonor Houssin de Saint-Laurent (*) ;
- 1815 : colonel d'Hautefeuille
- 1816 - 1830 : Lieutenant-colonel Jean Pierre Lian
- 1831 : colonel de Sigaldi
- 1841 : colonel Duguen
- 1847 : colonel Rey
- 1848 : colonel Gaudin de Villaine
- 1853 : colonel Arbellot
- 1860 : colonel de Septeuil
- 1860 : colonel Massue
- 1861 : colonel de Waquant
- 1892 : Léopold Niel
- 1897-1903 : Jules de Chabot
- 1907 : Sainte Chapelle
- 1910 : Goupil
- 1914 : Laurent
- 1914 : Lemaitre
- 1979 : Coulon
- 1987 : Voirin

## Historique des combats et batailles du10echasseursà cheval

### Campagnes
- 1758-1763 : Guerre de Sept Ans
- 1792 : Armée du Centre
- 1792-1794 : Armée de Rhin-et-Moselle
- 1796-1797 : Armée d'Italie
- 1799 : Armées du Danube et d'Helvétie
- 1800 : Armée du Rhin
- 1805-1807 : Grande Armée
- 1808-1813 : Espagne
- 1813 : Campagne d'Allemagne
- 1814 : Campagne de France
- 1823 : Expédition d'Espagne
- 1859 : Campagne d'Italie (1859)
- 1870-1871 : Guerre franco-allemande
- 1914-1918 : Grande Guerre

### Guerres de la Révolution et du Premier Empire
- 1792 :

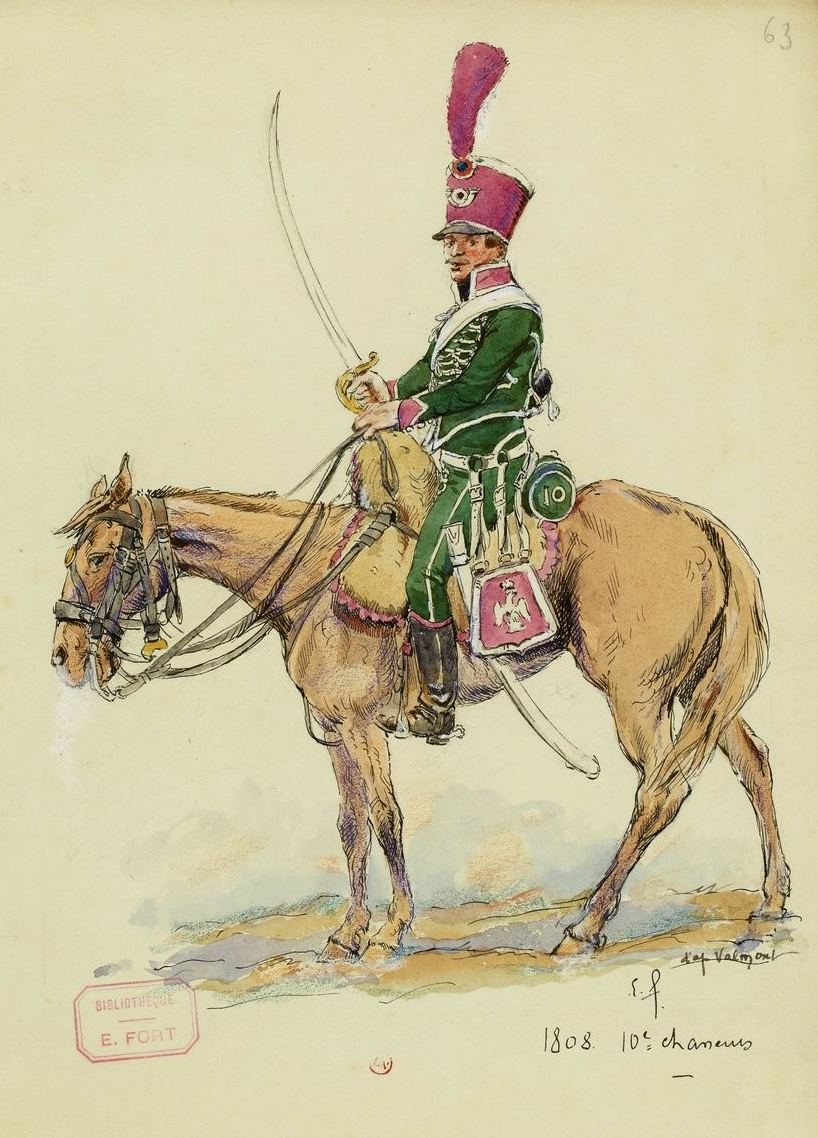
Cavalier du 10e régiment de chasseurs à cheval en 1808.

- 1er décembre : Armée de la Moselle, expédition de Trèves
- 1793 :
  - 26 décembre : 2e bataille de Wissembourg
- 1794 :
  - Bataille de Moutiers-les-Mauxfaits

Le 10e régiment de chasseurs à cheval se couvre de gloire pendant la première Campagne d'Italie (1796-1797) conduite par Napoléon Bonaparte, sous les ordres de chefs prestigieux : François Guérin d'Etoquigny, Pierre Leclerc d'Ostein, Michel Ordener.

Le 10e participe notamment aux combats de Lodi, Lonato, Arcole, au siège de Mantoue et termine la campagne dans le Tyrol, sur la route de Vienne,,.
- 1799
  - Bataille de Stockach
- 1805 : Campagne d'Allemagne
  - Bataille d'Elchingen
- 1806 : Campagne de Prusse et de Pologne
  - 14 octobre : Bataille d'Iéna
- 1807 :
  - 8 février : Bataille d'Eylau

- 1813 : Campagne d'Allemagne
  - 16-19 octobre : Bataille de Leipzig
- 1814 : Guerre d'indépendance espagnole, Campagne de France (1814)
  - 27 février : bataille d'Orthez
  - 28 mars : Bataille de Claye et Combat de Villeparisis

### Première Guerre mondiale

#### 1918
Durant la seconde bataille de la Marne, le 30 mai 1918, alors que la 74e division d'infanterie du général Charles de Lardemelle avait été refoulée sur Chaudun, le 4e escadron alors employé a des missions de liaison et de sureté, dut effectuer une charge au profit du 299e régiment d'infanterie en situation critique, aux alentours de Ploisy. Sous les ordres du capitaine d'Avout, chargeant par surprise ils refoulèrent des éléments de la 9e division bavaroise au prix d'un seul blessé. Ce fut une des dernières charges à cheval de la cavalerie française
.

### De 1945 à nos jours
Régiment de réserve
1979 : 10e régiment de chasseurs (régiment dérivé du 12e Chasseurs)
1984 : Dissous

### Garnisons
- 1803 : Saint-Omer (1-2-3 esc)
- 1803 : Fontainebleau (4e esc)
- 1814 : Huningue
- 1814-1815 : Carcassonne
- 1823 : Haguenau-Wissembourg-Dôle-Castres
- 1824-1825 : Libourne
- 1830-1831 : Libourne
- 1840 : Maubeuge
- 1844 : Nancy
- 1852 : Provins
- 1859 : Poitiers
- 1896-1912 : Moulins
- 1912-1914 : Sampigny

## Batailles portées sur l'étendard du10erégimentde chasseurs à cheval
Il porte, cousues en lettres d'or dans ses plis, les inscriptions suivantes :
- Valmy 1792
- Castiglione  1796
- Iéna 1806
- Friedland 1807
- Solférino 1859
- La Marne 1914-1918
- Champagne 1915-1918

## Uniformes

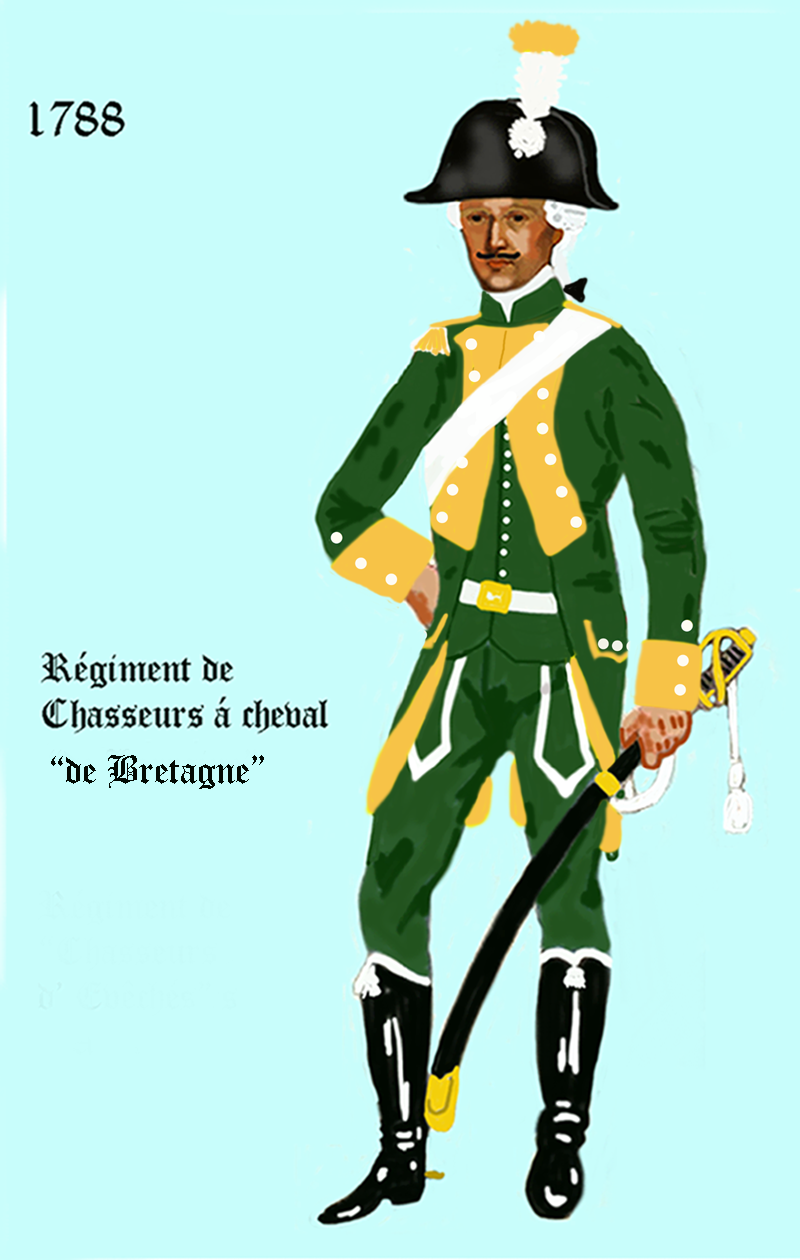
Chasseur du régiment de Bretagne de 1788 à 1789
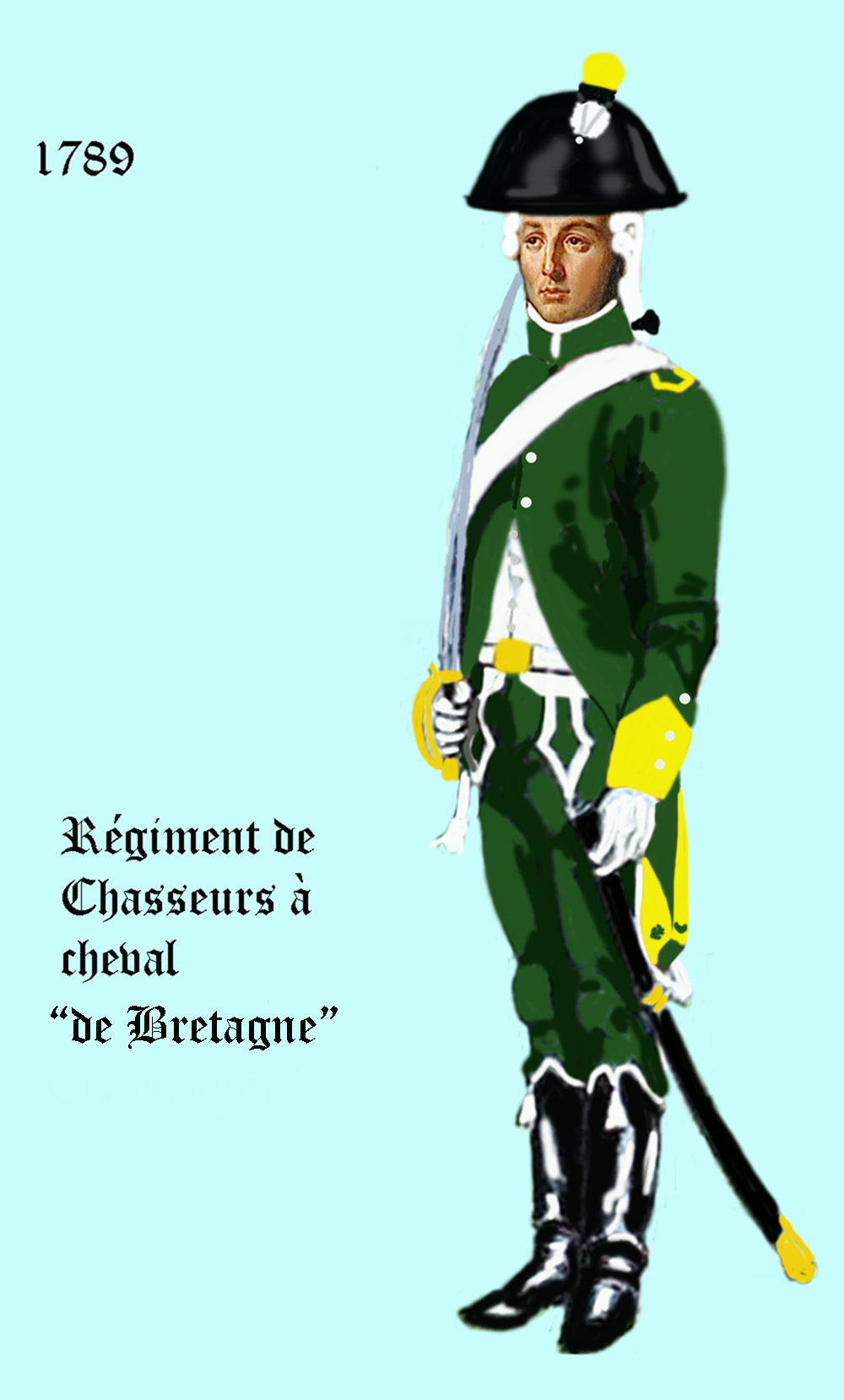
Chasseur du régiment de Bretagne de 1789 à 1791
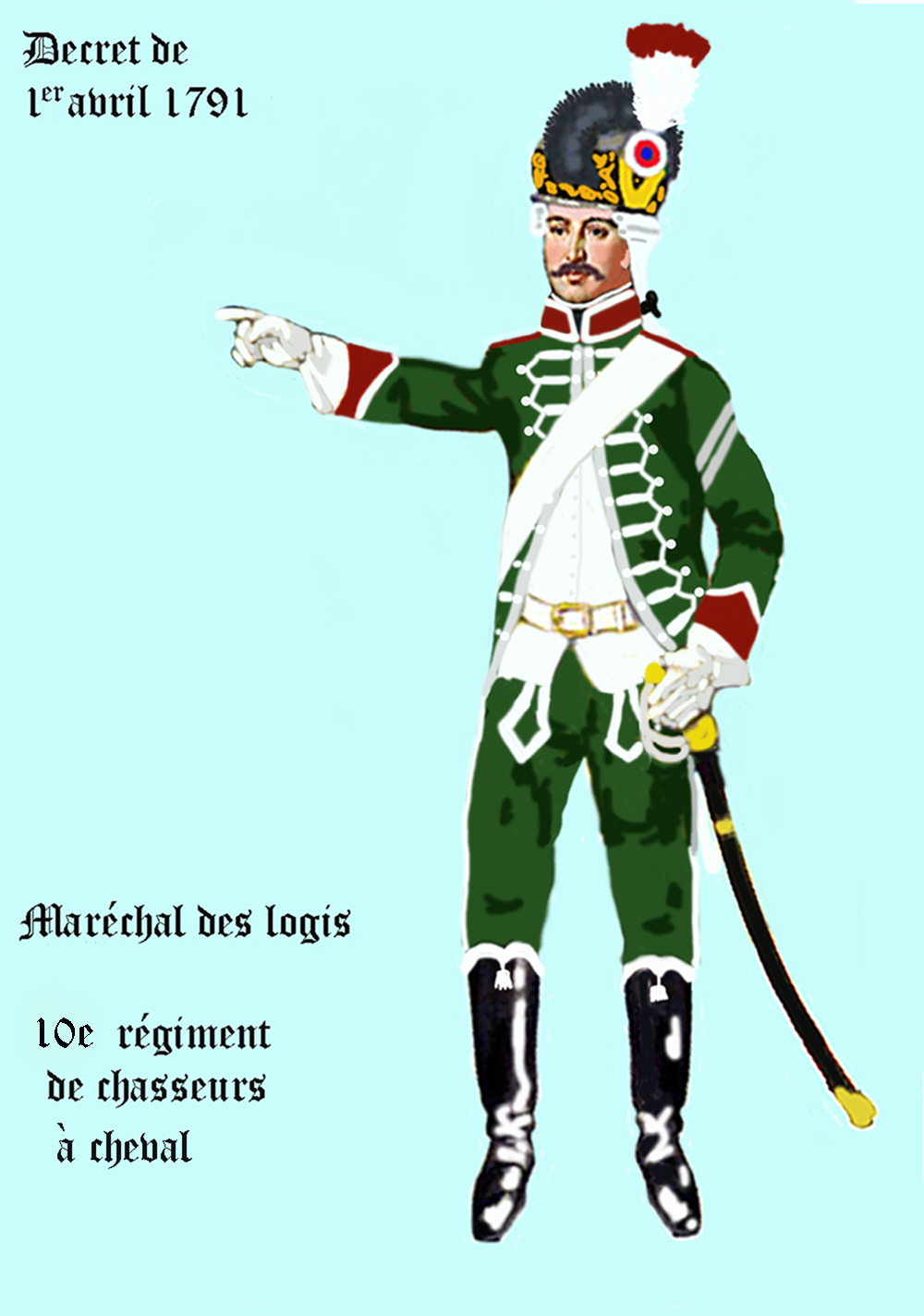
Chasseur du 10e régiment par décret de 1791

## Décorations
Sa cravate est décorée :
- De la Croix de guerre 1914-1918 avec une étoile argent.
- De la Médaille d'or de la Ville de Milan.

## Insigne régimentaire
Insigne homologué le 1er octobre 1979 (FRAISSE DRAGO NOISEIL G2733).
Réalisé en juin 1979 par Monsieur Cordier à la demande du Lieutenant-Colonel de Lassalle.
Héraldique : « Dans un huchet d’argent chargé sur le pavillon du chiffre "10" de sinople (vert), un écu d’azur (bleu) bordé de gueules (rouge) à la filière d’or, chargé en cœur de 3 fleurs de lys d’or »
Le vert du "10" est la couleur des chasseurs dans la cavalerie.
Le huchet (cor de chasse) est un attribut des chasseurs à cheval.
Devise : " Allume, Allume ".
L'insigne présente la même erreur que l'insigne du 4e chasseurs avec une confusion entre les armes d'Anjou et de Clermont (Armes des valois : "écu bleu + 3 fleurs de lys or, entouré de rouge" au lieu de écu bleu + 3 fleurs de lys or barré d’un rectangle (bâton péri en bande) rouge" qui sont les armes de Louis-Henri de Bourbon-Condé (fils du prince Louis III de Condé), comte de Clermont en Argonne, qui a créé le régiment en 1758. Ses Armes devaient évoquer la filiation du régiment avec les volontaires étrangers de Clermont-Prince entre 1758 et 1762 et la Légion de Clermont-Prince en 1762 et 1766.

## Personnages célèbres ayant servi au10erégimentde chasseurs à cheval
- Général Adrien François de Bruno, major en 1803
- Général vicomte Antoine-Marguerite Clerc, chasseur en 1791, quitte le régiment sous-lieutenant en 1800
- Général Albert Victoire Despret de la Marlière, capitaine de 1788 à 1791
- Général Armand Alexandre Emmanuel d'Hautefort, marquis d'Hautefort, chef d'escadron en 1862, quitte le régiment lieutenant-colonel en 1873
- Lieutenant Étienne Balsan, gentleman-rider
- Général Baron Eugène de Labareyre, lieutenant colonel en 1846, quitte le régiment en 1850
- Général Georges Létang, sous-lieutenant en 1807, quitte le régiment lieutenant en 1813
- Général Charles-André Merda
- Colonel François Michel, chasseur en 1789
- Général Comte Michel Ordener, brigadier en 1776, quitte le régiment chef de brigade en 1797
- Général comte Jean Rapp, engagé volontaire en 1788, quitte le régiment sous-lieutenant en 1792
- Général Joseph-Barthélemy de Ricard, lieutenant pendant la campagne d'Espagne de 1808 à 1810
- Général et Baron Jacques-Gervais Subervie (1776-1856), colonel en 1808
- Général Baron Claude Testot-Ferry, engagé volontaire en 1789, quitte le régiment lieutenant en 1803

### Coco Chanel
Lorsqu'elle travaillait comme couturière à Moulins au tout début des années 1900, Gabrielle Chasnel fréquenta les officiers du 10e régiment alors stationné à Moulins au Grand café, lieu chic de la ville puis les suivit à la Rotonde, un café-concert plus festif et où elle se produisit comme chanteuse. Très populaire auprès de ces officiers, ils la surnommeront « Coco », surnom inspiré d'une chanson de son répertoire, Qui qu'a vu Coco dans l'Trocadéro ?. Elle séduit l'un d'entre eux, le riche Étienne Balsan qu'elle suit à Compiègne après qu'il a quitté l'armée.

## Sources et bibliographie
- Roland Jehan et Jean-Philippe Lecce, Encyclopédie des insignes de l'arme blindée cavalerie, t. 2 : Les chasseurs à cheval, Coudray-Macouard, Cheminements, 2008, 389 p. (ISBN 978-2-844-78708-8, OCLC 470798220)
- Historique du 10e régiment de chasseurs au cours de la campagne contre l'Allemagne du 31 juillet 1914 au 12 mars 1919, Paris, H. Charles-Lavauzelle, 1920, 47 p., lire en ligne sur Gallica.